# HLSW
 (septembre 2017).
Si vous disposez d'ouvrages ou d'articles de référence ou si vous connaissez des sites web de qualité traitant du thème abordé ici, merci de compléter l'article en donnant les références utiles à sa vérifiabilité et en les liant à la section « Notes et références ».
Half-Life Server Watch (HLSW) est un outil de gestion en ligne de serveur de jeux. Ce logiciel permet de visionner les serveurs de jeux pour certains jeux multijoueurs.
Il propose des possibilités de filtrage global (jeu, module, carte, pays, ping, présence de mot de passe, nombre de joueurs, places totales, places restantes).
En ajoutant une adresse de serveur et son port, HLSW détecte automatiquement le jeu et vous en détaille ses caractéristiques, tout en vous laissant la possibilité de s'y connecter simplement par un clic droit → connecter.

## Jeux supportés
- Alien vs. Predator 2
- America's Army: Operations
- Battlefield 1942
- Battlefield 2
- Battlefield Vietnam
- C&C Renegade
- Call of Duty
- Call of Duty: United Offensive
- Call of Duty 2
- Devastation
- Doom 3
- Elite Force
- Elite Force 2
- FEAR
  - FEAR Combat
- Half-Life
  - Counter-Strike
  - Counter-Strike: Condition Zero
  - Day of Defeat
  - et autres…
- Half-Life 2
  - Counter-Strike: Source
  - Day of Defeat: Source
  - et autres…
- Halo
- Jedi Knight 2
- Jedi Knight 3
- Medal of Honor: Allied Assault
- Medal of Honor: Allied Assault Breakthrough
- Medal of Honor: Allied Assault Spearhead
- Neverwinter Nights
- Operation Flashpoint
- Operation Flashpoint: Resistance
- Painkiller
- Prey
- Project IGI2: Convert Strike
- Quake 1
- Quake 2
- Quake 3 Arena
- Quake 4
- Red Orchestra: Ostfront 41-45
- Return to Castle Wolfenstein
- Rune
- Savage: The Battle for Newerth
- Soldier of Fortune 2
- Star Wars: Battlefront
- SWAT 4
- Tribes 2
- Tribes Vengeance
- Unreal Tournament 2003
- Unreal Tournament 2004
- War§ow
- Wolfenstein - Enemy Territory